# Tokary (Sławno)
Tokary (deutsch Deutschrode) ist ein Dorf in der polnischen Woiwodschaft Westpommern und gehört zur Landgemeinde Sławno (Schlawe) im Powiat Sławieński (Schlawer Kreis).

## Geographische Lage
Das Dorf liegt in Hinterpommern, etwa fünf Kilometer nördlich der Kreisstadt Sławno (Schlawe).
Nachbarorte sind: im Westen Radosław (Coccejendorf), im Norden Staniewice (Stemnitz), im Osten Wrześnica (Freetz) und im Süden Sławsko (Alt Schlawe).

## Ortsname
Die deutsche Ortsbezeichnung Deutschrode markiert, dass es sich um eine Siedlung von durch den Versailler Vertrag aus Westpreußen vertriebenen Deutschen auf einer Rodungsfläche des früheren Staatsforstes Alt Krakow (Stary Kraków) handelt.

## Geschichte
Die Dorfgründung stellte eine Maßnahme nach dem Reichssiedlungsgesetz vom 11. August 1919 dar: etwa zehn aus Westpreußen vertriebenen Familien wurde die Möglichkeit gegeben, sich auf Rodungsflächen eines Staatsforstes eine neue bäuerliche Existenz zu schaffen. Das war anfangs nur unter primitiven Verhältnissen und bei schwerer körperlicher Arbeit zu schaffen. Doch allmählich entstanden Gehöfte und die Gemeinde wuchs: 1939 lebten hier 106 Menschen.
Im Jahr 1945 war Deutschrode eine Landgemeinde im Landkreis Schlawe i. Pom. in der preußischen Provinz Pommern. Deutschrode gehörte zum Amtsbezirk Alt Krakow, auch zum dortigen Standesamt, aber zum Amtsgericht Schlawe.
Die – für die Deutschroder Einwohner – zweite Vertreibung begann nach 1945, in der Zeit nach dem Ende des Zweiten Weltkriegs, und wurde bis 1947 vollzogen. Deutschrode wurde von der Sowjetunion der Volksrepublik Polen zur Verwaltung überlassen. Die Dorfbewohner wurden von der polnischen Administration anschließend vertrieben. Der Ortsname wurde zu „Tokary“ polonisiert.
Der Ort ist heute als Tokary ein Ortsteil der Gmina wiejska Sławno im Powiat Sławieński der Woiwodschaft Westpommern (bis 1998 Woiwodschaft Stolp).

## Kirche

### Kirchspiel bis 1945
Die Einwohner von Deutschrode waren vor 1945 vorwiegend evangelischer Konfession. Das Dorf war in das Kirchspiel Alt Schlawe eingegliedert, das seit 1928 zum Kirchenkreis Schlawe, vorher zum Kirchenkreis Rügenwalde, in der Kirchenprovinz Pommern der Kirche der Altpreußischen Union gehörte.
Das katholische Kirchspiel war in Schlawe i. Pom.

### Kirchspiel seit 1946
Die seit 1945 und Vertreibung der Einheimischen hier lebenden Polen sind meist römisch-katholisch. Sie gehören zu der 1986 errichteten Pfarrei Sławsko (Alt Schlawe) im Dekanat Sławno (Schlawe) im Bistum Köslin-Kolberg der Katholischen Kirche in Polen.
Die wenigen hier lebenden evangelischen Kirchenglieder sind den Pfarrämtern in Koszalin (Köslin) bzw. Słupsk (Stolp) in der Diözese Pommern-Großpolen der Evangelisch-Augsburgischen Kirche in Polen zugeordnet.

## Schule
Schulisch war Deutschrode vor 1945 ebenfalls nach Alt Schlawe orientiert.

## Verkehr
Der Ort  ist über eine Nebenstraße zu erreichen, die von Sławno (Schlawe) nach Postomino (Pustamin) führt und von der eine Stichstraße direkt nach Tokary abzweigt.
Die nächste Bahnstation war Coccejendorf (Bahnhofsname polnisch: Radosław Sławieńskie) an der ehemaligen und jetzt stillgelegten Reichsbahnstrecke Schlawe–Stolpmünde.